# EuroBrun ER189
O ER189/ER189B é o modelo da EuroBrun da temporada de 1989 e catorze provas na versão B em 1990 da Fórmula 1. Pilotos: Gregor Foitek, Oscar Larrauri, Roberto Moreno e Claudio Langes.
Em 2020, Roberto Moreno afirmou que a equipe propositalmente não queria se classificar para as corridas para não gastar recursos que não tinham em pneus extras e reformas de motor, afirmando que a equipe deu a ele pneus marcados para corrida para se qualificar e os motores Judd estendeu-se até quatro corridas sem reconstruções.

## Resultados[2][3]
(legenda) 
| Ano  | Chassi | Motor      | N° | Pilotos        | 1     | 2     | 3     | 4     | 5     | 6     | 7     | 8     | 9     | 10    | 11    | 12    | 13    | 14    | 15    | 16    | Pontos | Posição  |  |
| ---- | ------ | ---------- | -- | -------------- | ----- | ----- | ----- | ----- | ----- | ----- | ----- | ----- | ----- | ----- | ----- | ----- | ----- | ----- | ----- | ----- | ------ | -------- |  |
|      |        |            |    |                |       |       |       |       |       |       |       |       |       |       |       |       |       |       |       |       |        |          |  |
|      |        |            |    |                | BRA   | SMR   | MON   | MEX   | USA   | CAN   | FRA   | GBR   | GER   | HUN   | BEL   | ITA   | POR   | ESP   | JAP   | AUS   |        |          |  |
| 1989 | ER189  | Judd CV V8 | 33 | Gregor Foitek  |       |       |       |       |       |       |       |       | NPQ P | NPQ P |       |       |       |       |       |       | -1     | -        |  |
| 1989 | ER189  | Judd CV V8 | 33 | Oscar Larrauri |       |       |       |       |       |       |       |       |       |       |       | NPQ P | NPQ P | NPQ P | NPQ P | NPQ P | -1     | -        |  |
|      |        |            |    |                |       |       |       |       |       |       |       |       |       |       |       |       |       |       |       |       |        |          |  |
|      |        |            |    |                | USA   | BRA   | SMR   | MON   | CAN   | MEX   | FRA   | GBR   | GER   | HUN   | BEL   | ITA   | POR   | ESP   | JAP   | AUS   |        |          |  |
| 1990 | ER189B | Judd CV V8 | 33 | Roberto Moreno | 13 P  | NPQ P | Ret P | NQ P  | NQ P  | EX P  | NPQ P | NPQ P | NPQ P | NPQ P | NPQ P | NPQ P | NPQ P | NPQ P |       |       | 0      | NC (17º) |  |
| 1990 | ER189B | Judd CV V8 | 34 | Claudio Langes | NPQ P | NPQ P | NPQ P | NPQ P | NPQ P | NPQ P | NPQ P | NPQ P | NPQ P | NPQ P | NPQ P | NPQ P | NPQ P | NPQ P |       |       | 0      | NC (17º) |  |

↑1  Foitek utilizou o ER188B do GP do Brasil até a Grã-Bretanha e a Bélgica. 